# NOTAR

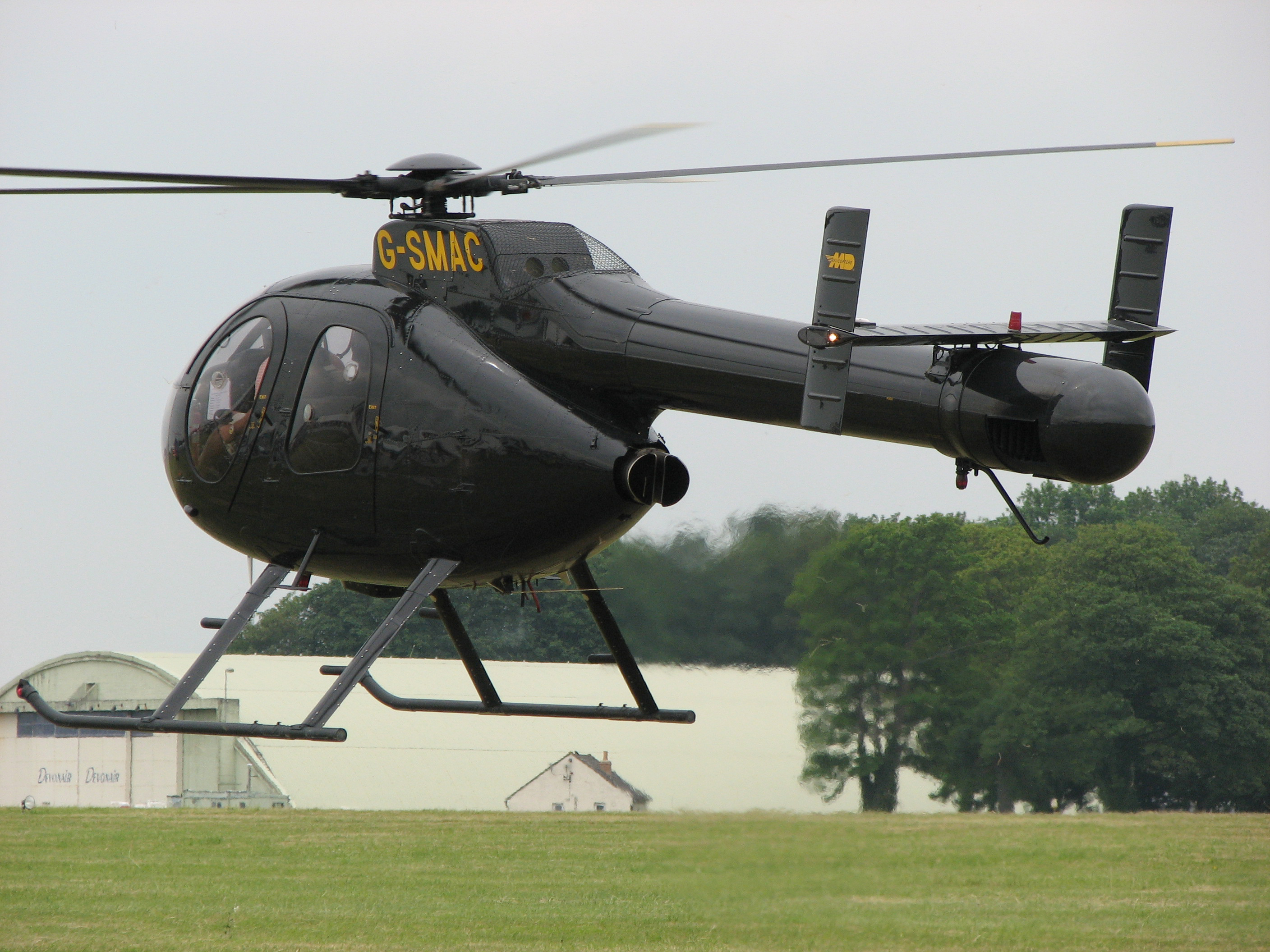
MD Helicopters 520N NOTAR

NOTAR, zkratka NO TAil Rotor (žádný ocasní rotor), je relativně nový systém kompenzace kroutícího momentu od hlavního rotoru u vrtulníků vyvinutý společností McDonnell Douglas Helicopter System.

## Vývoj
Vývoj systému NOTAR probíhá od roku 1975, kdy začali inženýři z Hughes Helicopters pracovat na vývoji konceptu. V prosinci 1981 poprvé vzlétli s vrtulníkem OH-6A využívajícím tento systém a v březnu roku 1986 vzlétli s mnohem těžším prototypem. V této době získala Hughes Helicopters společnost McDonnell Douglas.

## Koncept

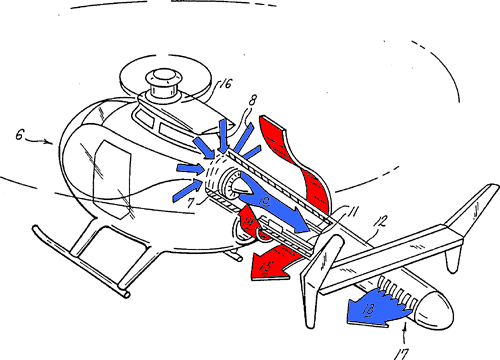
Průchod vzduchu systémem NOTAR

Koncept je založený na Coandově jevu a byl mnohokrát upravován.
Nastavitelný ventilátor je uzavřený v zadní části trupu před trupovým nosníkem a je poháněn převodem od hlavního rotoru. Tento ventilátor tlačí nízkotlaký vzduch skrz dva otvory na pravé straně trupového nosníku a tím způsobuje, že zešikmení proudu od hlavního rotoru „sevře“ trupový nosník a vytvoří vztlak. Tah systému je řízen otevíráním a uzavíráním otočného krytu u konce trupového nosníku.

## Výhody / Nevýhody

### Výhody
- Snižuje hlučnost

Výhodou systému NOTAR je výrazné snížení hlučnosti (vrtulníky vybavané systémem NOTAR patří mezi nejtišší certifikované vrtulníky). Až 60% hlučnosti u běžných vrtulníků je způsobeno interakcí vírů hlavního a ocasního rotoru.
- Zvyšuje bezpečnost a spolehlivost

Nehody vrtulníků bývají často způsobeny úderem ocasního rotoru do větví stromů, drátů elektrického vedení nebo jiné překážky. Nahrazením ocasního rotoru se tedy snižuje toto riziko a umožňuje to použití vrtulníků se systémem NOTAR i blízko stromů nebo budov.
- Omezuje vibrace

Jelikož zde není žádná interakce mezi víry hlavního a ocasního rotoru, jsou provozní vibrace minimální.

### Nevýhody
- Účinnost

Systém NOTAR není tak účinný jako ocasní rotor. Je tedy potřeba vyššího výkonu motoru.
- Ovladatelnost

Kvůli zlepšení ovladatelnosti jsou vrtulníky se systémem NOTAR vybaveny klasickými kormidly.

## Využití

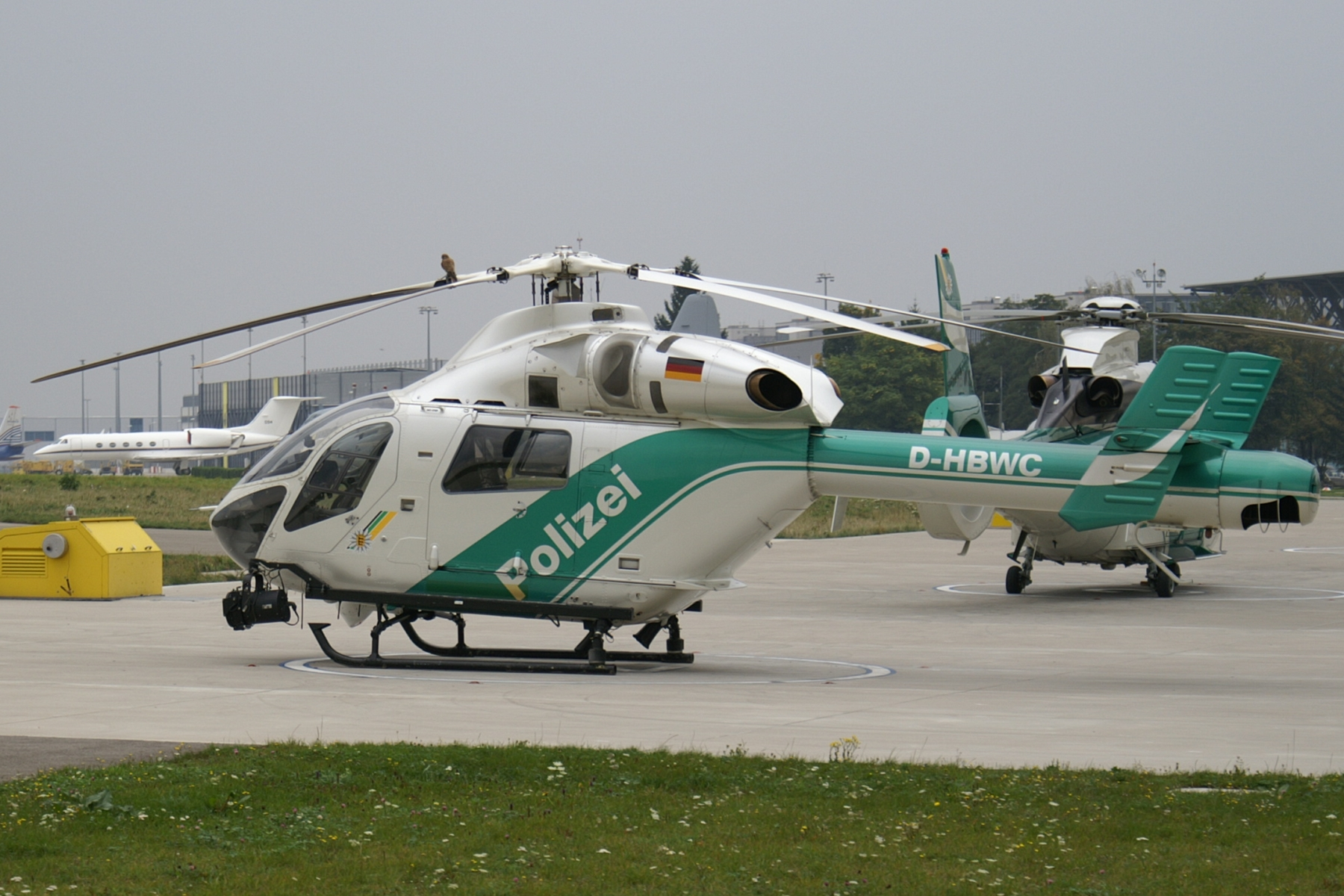
MD Explorer (Německá policie)

V současné době využívají systém NOTAR tři modely vrtulníků, všechny vyráběné společností MD Helicopters:
- MD 520N – varianta vrtulníku ze série Hughes/MD500
- MD 600N – větší verze MD520N
- MD Explorer – lehký vrtulník se dvěma motory a osmi sedadly

Díky nízké hlučnosti jsou tyto vrtulníky vhodné do městského prostředí. Stále více jsou využívány policií a leteckou záchrannou službou.